# Colbeck-Archipel
Der Colbeck-Archipel ist ein Archipel aus zahlreichen kleinen Felseninseln vor der Mawson-Küste des ostantarktischen Mac-Robertson-Lands. Sein Zentrum liegt 1,5 km nordwestlich des Byrd Head und unmittelbar östlich des Taylor-Gletschers.
Teilnehmer der British Australian and New Zealand Antarctic Research Expedition (1929–1931) unter der Leitung des australischen Polarforschers Douglas Mawson entdeckten ihn im Januar 1930 und kartierten ihn im Februar 1931. Mawson benannte die Landspitze nach William Robinson Colbeck (1906–1986), Zweiter Offizier an Bord des Expeditionsschiffs RRS Discovery.